# Auguste Manet

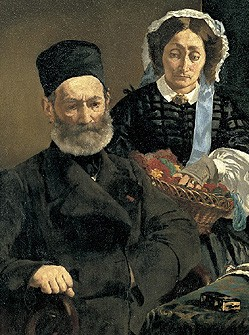
Édouard Manet: Portrait de M. et Mme Auguste Manet

Auguste Manet (* 1797 in Gennevilliers; † 1862 in Paris) war ein französischer Jurist und Vater des bekannten Malers Édouard Manet.

## Leben
Er war der Sohn des Grundbesitzers und Deichbauers Clément Manet und beschritt nach seiner Ausbildung zum Juristen die Beamtenlaufbahn. Er wurde als Abteilungsleiter chef du Personell im französischen Justizministerium in Paris. Anschließend wurde er Richter am Gerichtshof des Départements Seine. Als conseiller de la cour (Hofrat) beendete er seine Laufbahn im Staatsdienst. Manet war seit 1832 Ritter der französischen Ehrenlegion.
Am 18. Januar 1831 heiratete er Eugénie-Desirée Fournier (1811–1895), Tochter des Diplomaten Joseph-Antoine-Ennemond Fournier. Am 23. Januar 1832 wurde ihr erster Sohn, der spätere Maler Édouard Manet geboren. Es folgten die Söhne Eugène 1833 und Gustave 1835. Eugène heiratete 1877 die Malerin Berthe Morisot. Ihre gemeinsame Tochter Julie Manet, Auguste Manets Enkelin, war ebenfalls Malerin.
Édouard Manets Gemälde Portrait de M. et Mme Auguste Manet, Öl auf Leinwand, 111,5 × 91 cm,  wurde 1860 fertiggestellt und erstmals im Mai 1861 auf dem Salon de Paris gezeigt. Es befand sich in der Sammlung der Familie des Malers, wurde 1977 vom französischen Staat angekauft und im Louvre und im Jeu de Paume gezeigt. Seit 1986 ist es dem Musée d’Orsay zugeordnet.